# Lompoc
Lompoc – miasto w Stanach Zjednoczonych, w stanie Kalifornia, w hrabstwie Santa Barbara.

## Współpraca
Miejscowość partnerska:
- Locarno, Szwajcaria